# Castello di Anholt
Il castello di Anholt (in tedesco: Burg Anholt o anche Wasserburg Anholt o Schloss Anholt) è un castello sull'acqua (Wasserburg) in stile barocco della regione tedesca del Münsterland, nel Land Renania Settentrionale-Vestfalia (Germania nord-occidentale), eretto tra il XII e il XVII secolo nella cittadina di Anholt, ora parte del comune di Isselburg. È tutt'oggi la residenza dei principi di Salm-Salm, duchi di Hoogstraten.

## Caratteristiche

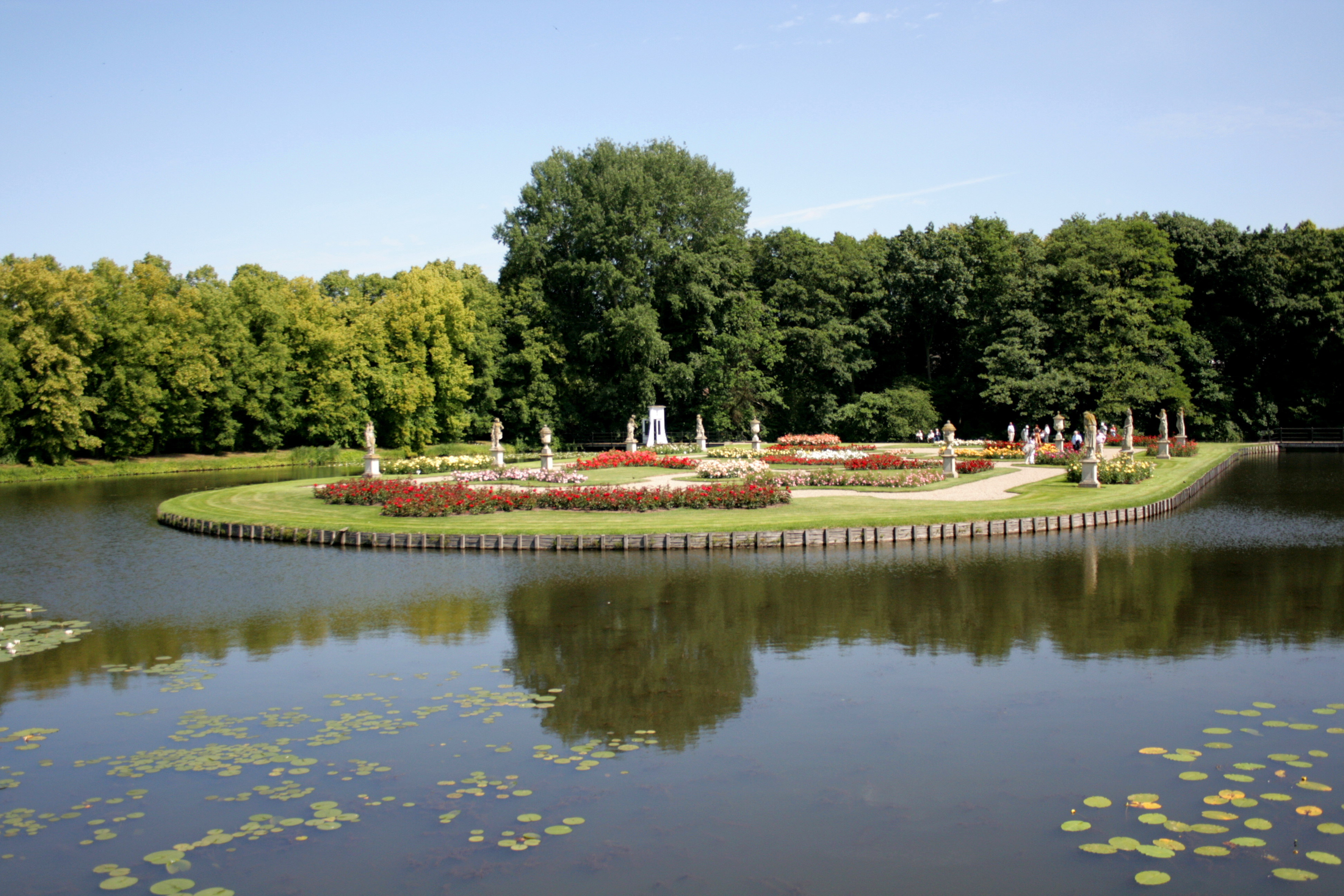
I giardini del castello

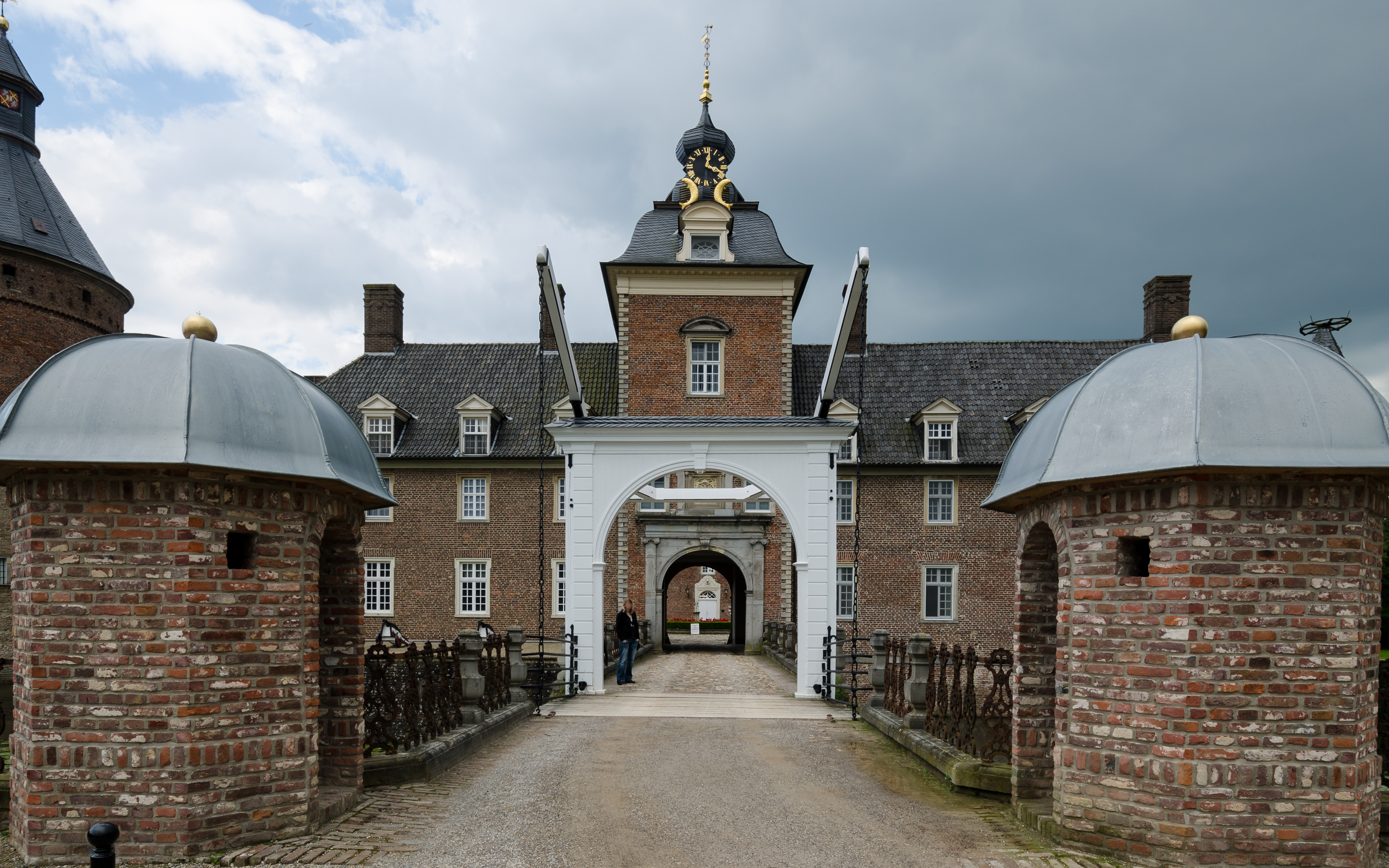
L'entrata del castello

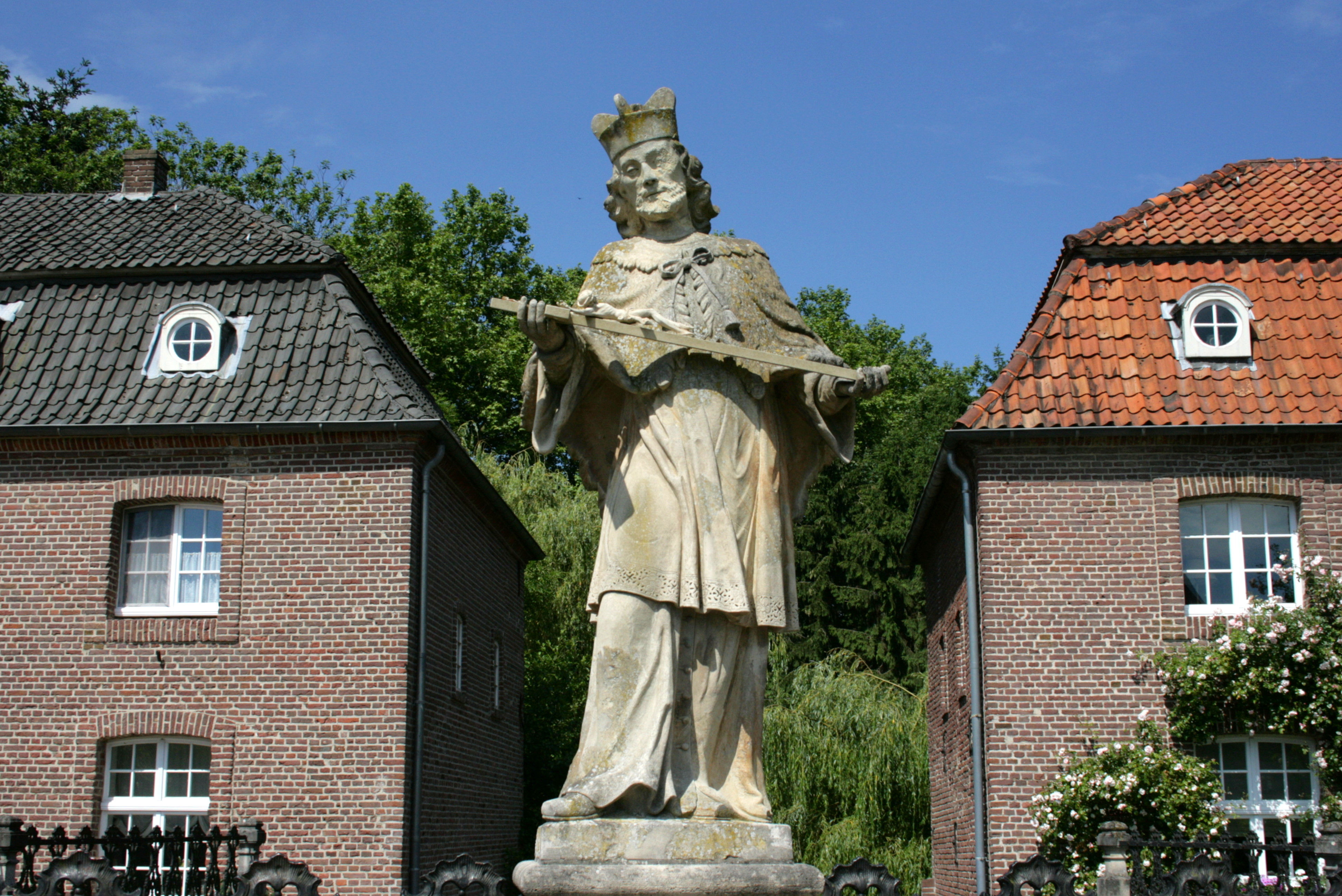
Una statua nei giardini del castello

Gli esterni del castello sono circondati da un parco di 25 ettari, in cui si trova un'imitazione del Lago dei Quattro Cantoni.
Gli interni del castello, disposti su tre piani, sono abbelliti da tappezzerie fiamminghe e dipinti, soprattutto di maestri olandesi.
All'interno vi si trova anche un museo, il Museum Wasserburg Anholt.

## Storia
Alle origini del castello vi è una roccaforte realizzata a protezione del Principato vescovile di Utrecht e di cui si hanno notizie già nel XII secolo e già nel 1169 si parlava di un signore di Sulen e Anholt. A quell'epoca risale l'imponente torre che caratterizza l'edificio.
Nel XIV secolo, il castello fu rimodellato in stile barocco. La costruzione poggiava su fondamenta in legno di quercia.
Dal 1647, il Castello di Anholt divenne la residenza dei principi di Salm-Salm.

## Punti d'interesse

### Sala dei Cavalieri
La sala dei Cavalieri presenta un soffitto a stucco realizzato nel 1655.

### Stanza di Marmo
Questa stanza, risalente al 1910, ospita una collezione di porcellane del XVII e XVIII secolo.